# Синиша Стевановић
Синиша Стевановић (Београд, 12. јануар 1989) је српски фудбалер, који игра на позицији десног бека.

## Клупска каријера
Стевановић је прошао млађе категорије Партизана, након чега је дебитовао у сениорском фудбалу као играч Телеоптика. Лета 2009. је прикључен првом тиму Партизана. У јануару 2010. Партизан га позајмљује суботичком Спартаку. По истеку позајмице, Стевановић је и званично постао фудбалер Спартака са којим је потписао вишегодишњи уговор. У Спартаку је остао четири године, након чега је у јануару 2014. потписао за Нови Пазар. Након две године у дресу Новог Пазара, Стевановић је напустио клуб.
Крајем децембра 2015. године је потписао двогодишњи уговор са Жељезничарем из Сарајева. Са екипом Жељезничара је освојио Куп Босне и Херцеговине за сезону 2017/18. У јуну 2019. је продужио уговор са клубом до лета 2021. године. Дана 27. јула 2019, на првенственој утакмици са екипом Младост Добој Какањ, Стевановић је забележио свој 100. наступ за Жељезничар. Свој први званични гол за клуб је постигао 9. новембра 2020. на првенственој утакмици са бањалучким Борцем. У фебруару 2021. је поново продужио уговор са клубом до лета 2022. Ипак, и поред продужетка уговора, Стевановић је у јуну 2021. споразумно раскинуо уговор са Жељезничаром.
У јуну 2021. је потписао уговор са Морнаром из Бара.

## Репрезентација
Између 2009. и 2010. године одиграо је девет утакмица за младу репрезентацију Србије.